# Locomotive SV E 401-406
Le locomotive E.401-406 sono state un gruppo di locomotive elettriche bicorrenti della Società Veneta per l'esercizio sulle tranvie extraurbane di Padova.

## Storia
Già nei primi anni dieci del XX secolo era stata introdotta l'elettrificazione su alcune tratte delle Guidovie Centrali Venete, ma solo per il servizio viaggiatori, mentre per trainare i convogli merci venivano ancora utilizzate le locomotive a vapore.
Nel 1926, tuttavia, la direzione decise di estendere la trazione elettrica anche al servizio merci e a tal scopo furono commissionate alla Carminati & Toselli alcune locomotrici con rodiggio Bo' Bo', la cui parte elettrica venne curata dalla CGE; la produzione di queste macchine, in tutto sei, terminò nel 1928.

Come le elettromotrici costruite nel decennio precedente, anche queste locomotive potevano essere alimentate sia a 600 V in corrente continua sia a 6000 V 25 Hz in corrente alternata monofase. 
Nel 1954 le tre tranvie che da Padova andavano verso Piove di Sacco, Fusina e Bagnoli di Sopra furono definitivamente soppresse; alcuni esemplari del gruppo tuttavia sopravvissero, essendo venduti, previo adattamento alla tensione di 1200 V cc, alla STET per l'esercizio sulla tranvia Terni-Ferentillo, presso cui rimasero in uso ancora per alcuni anni.

## Caratteristiche
Le sei locomotive erano dotate di un'unica cabina centrale e di due avancorpi; i carrelli erano del tipo Diamond e la trasmissione era del tipo tranviario MT 142. Il peso totale era di 29 tonnellate, mentre a 40 km/h le macchine erano in grado di trainare fino a 230 tonnellate.

Inoltre, erano dotate sia del respingente tranviario che montavano già le motrici della SV, sia dei respingenti standard in uso presso le Ferrovie dello Stato, dal momento che esse erano impiegate anche per trainare i convogli merci nello scalo di interconnessione tra la rete tranviaria e quella ferroviaria statale.

### Esplicative
1. ↑  La tratta prettamente urbana di Padova era elettrificata, per motivi di sicurezza, in 600 V cc, mentre i percorsi extraurbani in 6000 V 25 Hz ca; presso apposite zone neutre avveniva il cambio di tensione

### Bibliografiche
1. 1 2 3 4 5  Cornolò.